# Gräsö kyrka
Gräsö kyrka är en kyrkobyggnad i norra Roslagen som tillhör Öregrund-Gräsö församling. Kyrkan ligger nästan mitt på Gräsö vid överfartsstället till Öregrund, ungefär 100 meter från sundet. Fram till 2002 hörde kyrkan till Gräsö församling som sedan uppgick i Öregrund-Gräsö församling.

## Kyrkobyggnaden
Gräsö kyrka är uppförd av liggtimmer och står på en sockel av kullersten. Kyrkan har en tydlig karolinsk karaktär och dess tak har en ovanlig form som skulle kunna passa för ett säteri. I väster finns ett vapenhus som är hälften så högt och hälften så brett som resten av kyrkan. I norr finns en vidbyggd sakristia. Utvändigt är kyrkan närmast oförändrad sedan byggnadstiden. 

### Tidigare kapell
Äldsta kyrkobyggnaden låg vid Söderboda by på Gräsöns norra del. Troligen var det ett fiskarkapell och av detta finns inga lämningar kvar. Kapellet förföll och revs någon gång omkring år 1640. Platsen där kapellet har legat kallas för kapellandet.

### Nuvarande kyrka
År 1695 lades grunden till nuvarande träkyrka och hösten 1697 ägde invigningen rum fastän kyrkan inte var helt färdigbyggd. Vapenhuset i väster tillkom samtidigt med kyrkan. Ritningarna till kyrkan kan möjligen vara gjorda av arkitekten Johan Hårleman. 1719 vandaliserades kyrkan av ryssarna som använde den som stall. Det dröjde 25 år innan man fick råd att reparera kyrkan. Vid kyrkans upprustning lät man år 1753 bygga till en sakristia. Åren 1758 - 1759 panelades kyrkorummets innerväggar. År 1842 tillkom en orgel och ett förgyllt kors med törnekrona och vitt kläde placerades på altaret. År 1887 genomfördes en omfattande restaurering då nytt golv lades in. De slutna bänkarna ersattes med öppna bänkar och all fast inredning målades över.

### Renoveringar på 1900-talet
År 1906 målades interiören om och takens beklädnad med träspån ersattes med järnplåt. Åren 1930 - 1933 genomfördes en restaurering under ledning av arkitekt Sigge Ullén med Sven Dalén som konservator. På predikstol, altarring och orgelläktare avlägsnades övermålningen från år 1887. Interiören i övrigt målades om och bänkarna byggdes om. I vapenhusets norra vägg togs ett fönster upp och en glasmålning sattes in. Sakristians väggar kläddes med masonit. I sakristians källare installerades ny värmeanläggning med lågtrycksånga. Altarets förgyllda kors flyttades till vapenhuset. År 1951 installerades elektrisk uppvärmning. Kyrkan genomgick en omfattande restaurering inför 300-årsjubileet 1997 och försågs med nytt golv och uppvärmningssystem.

### Kyrkorummet
Kyrkorummet har formen av en utdragen åttkant genom att snedställda väggar har satts in vid hörnen. Extra utrymmen har därmed skapats och från dessa finns dörrar som leder till trappor och förvaringutrymmen. Kyrkorummets väggar är nedtill målade i grått och upptill i ockragult. I väster finns läktaren som byggdes 1748–49 av byggmästaren Jacob Ersson. Koret är inte särskilt markerat från övriga kyrkorummet.

## Inventarier
- Predikstolen tillverkades 1697 av snickaren Per Olofsson. På 1740-talet tillkom dess underrede och ljudtak.
- Altaret av trä tillverkades på 1800-talet. Dess ursprungliga färg som är en marmorering av grönt och grågrönt framtogs 1933.
- Altarskåpet av förgylld ek är från senare delen av 1400-talet och troligen tillverkat i Sverige. 1743 köpte Johan Hallman in altarskåpet från Edebo kyrka och skänkte det till Gräsö kyrka.
- Ett krucifix är från 1500-talet och kan ha funnits i föregående kapell.
- 1842 fick kyrkan sin första orgel med sex stämmor som byggdes av Pehr Gullbergson. Disposition: Trompet 8 Octava 2 Dubbelfluet 8 Vox candida 8 Principal 8 Octava 4 Bi-hängda taster Sperventil.
- Ett riggat votivskepp hänger mitt i kyrkan. Skeppet köptes in 1765 och installerades 1880.
- Två ljuskronor av malm är från 1700-talet. Vid koret hänger en kristallkrona från taket över mittgången. En ljuskrona av förtent metall från 1600-talet finns i sakristian.

## Omgivning
- En fristående åttakantig klockstapel öster om kyrkan uppfördes på 1740-talet och fick sin nuvarande brädbeklädnad år 1906. Stapeln har en profilerad huv, täckt av svartmålad järnplåt. Huven kröns av en järnspira med spiraler och en flöjel som bär årtalet 1788. År 1990 renoverades stapeln. Lillklockan göts 1750 och storklockan göts 1788. Före rysshärjningarna 1719 fanns två kyrkklockor av järn där den ena togs av ryssarna. Stapeln renoverades även år 2015. En tidigare klockstapel uppfördes år 1696 och revs år 1742.
- Omgivande kyrkogård fylldes på med sand åtskilliga gånger under 1700-talet för att befrias från vatten och sumpighet. År 1865 utvidgades den åt söder då bogårdsmuren kompletterades.
- Vid södra sidan om västra ingången står en fattigbössa av järn på en rund påle. Bössan är anskaffad år 1747 och skyddas av ett litet sadeltak och allt är av svartmålad furu. På en fastspikad vit trätavla står målat med svart: TILL DE FATTIGA. SALIGA ÄRO DE BARMHÄRTIGA. Tavlan med inskriften har tillkommit år 1863.

## Bildgalleri

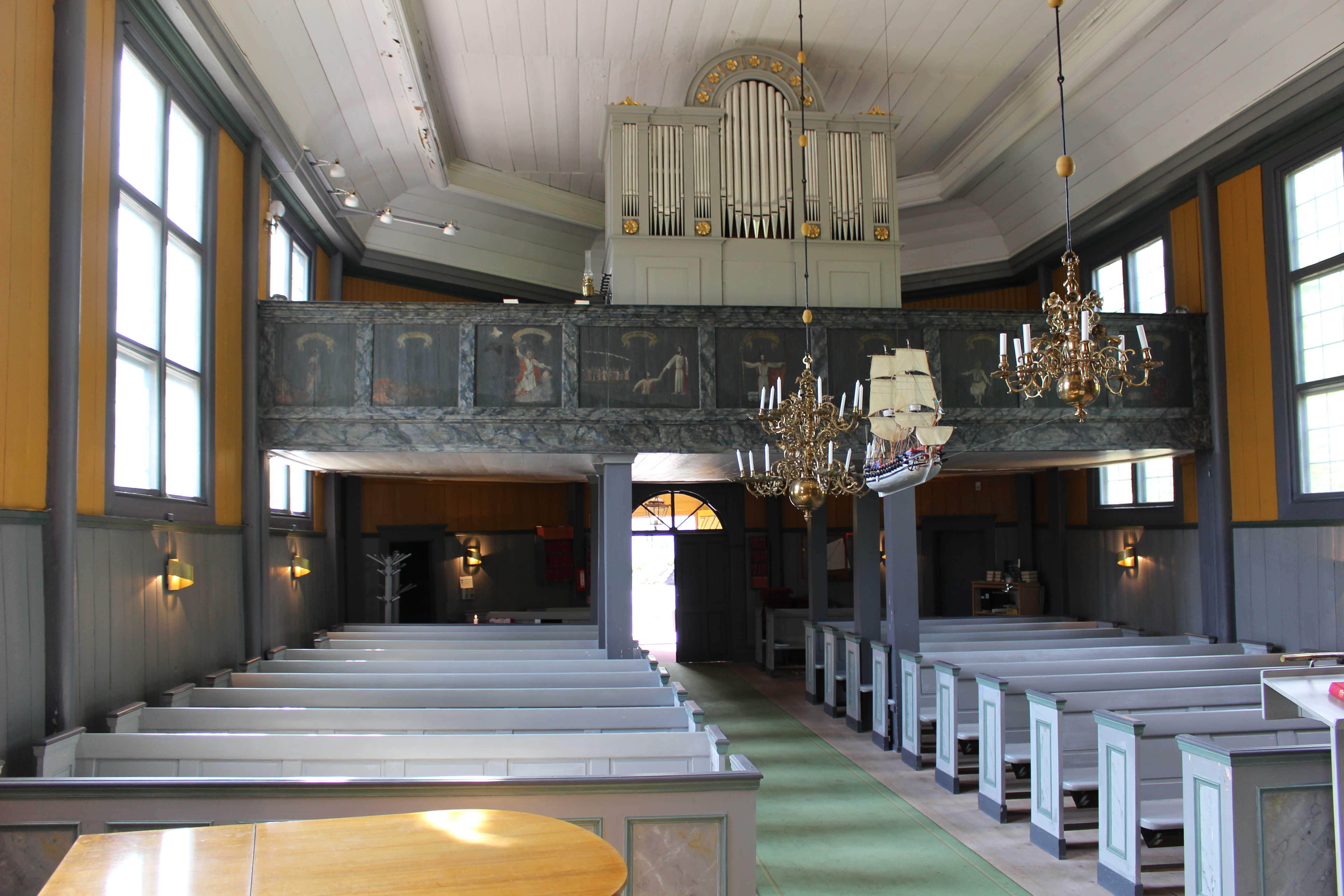
Kyrkorum mot väster
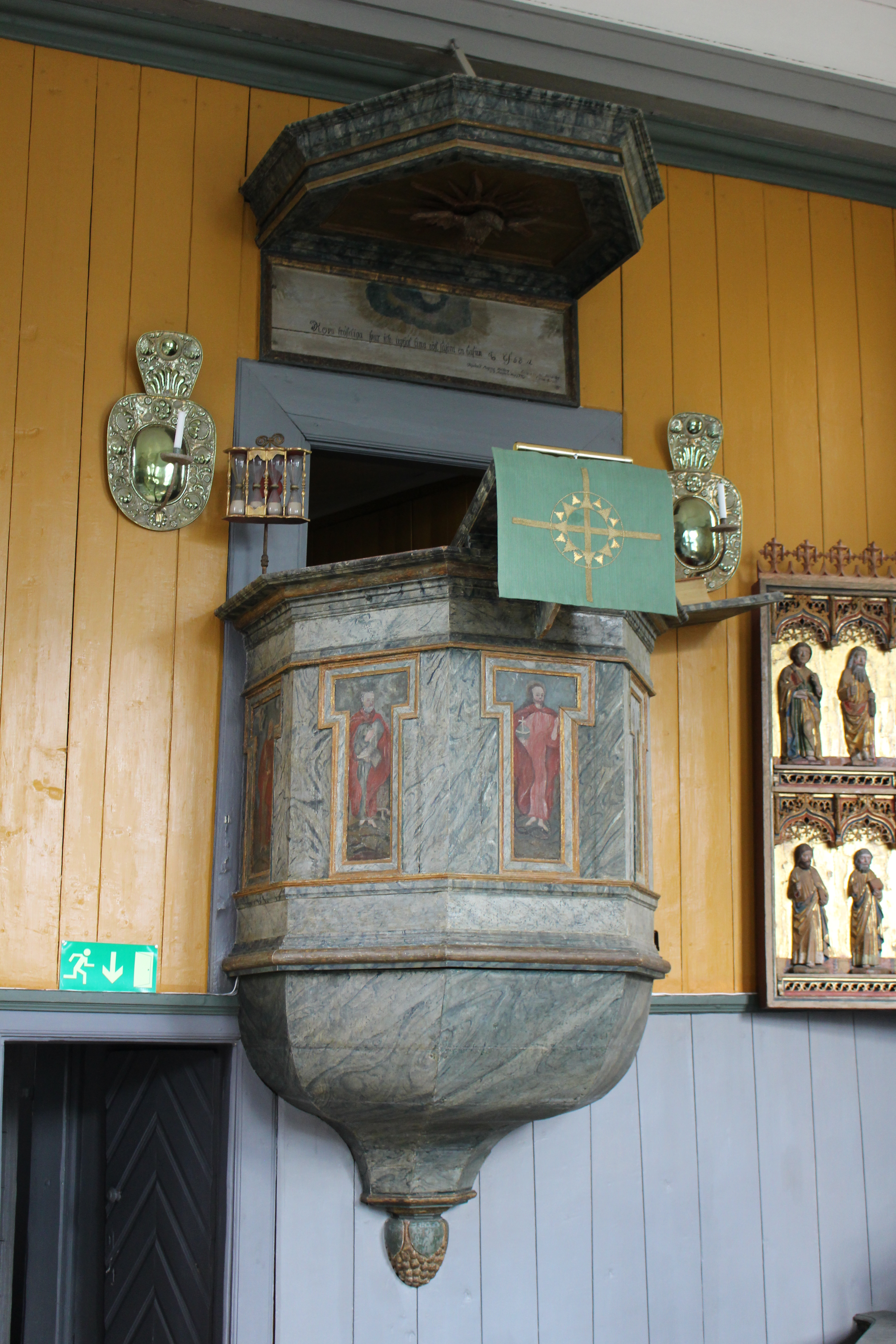
Predikstol
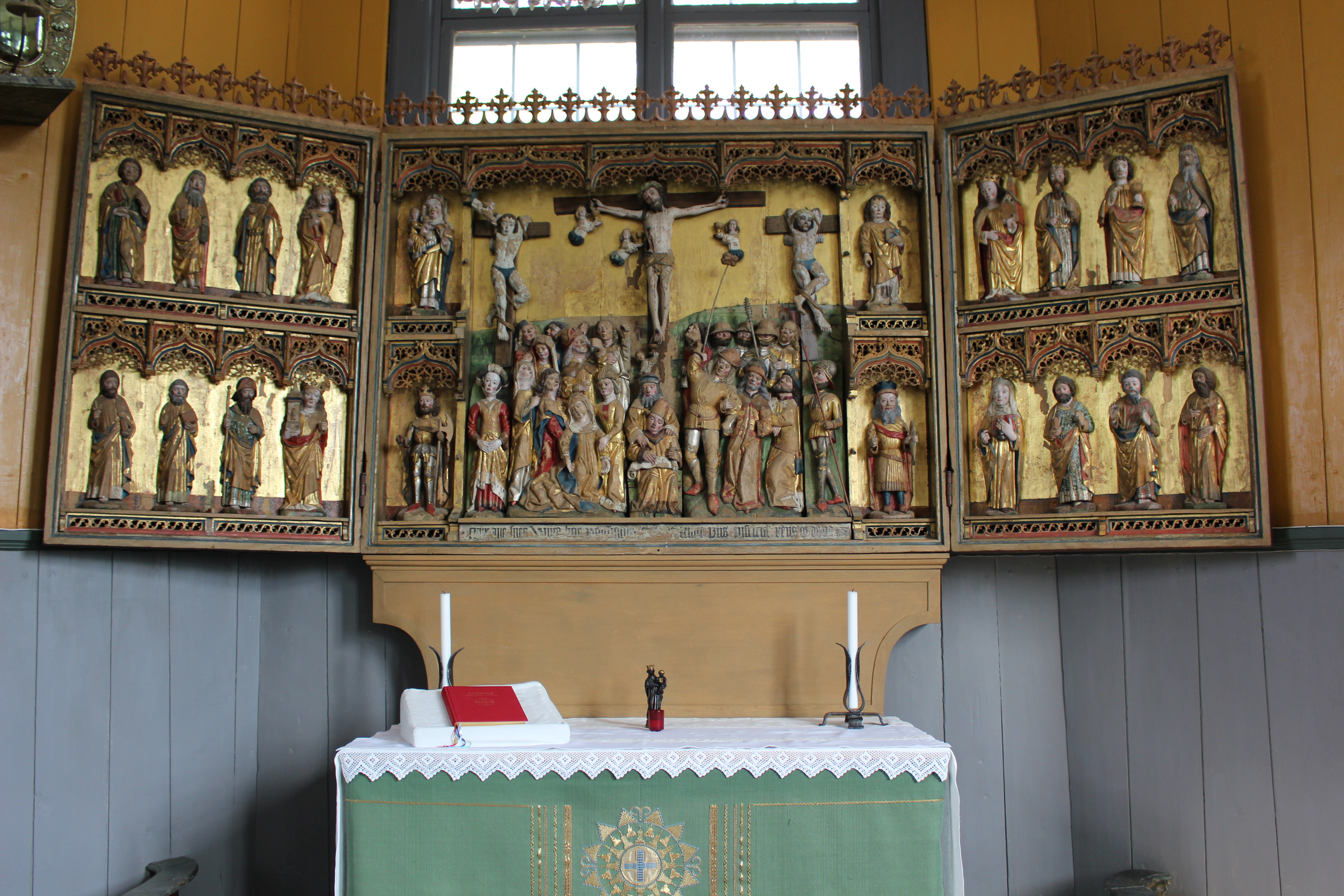
Altarskåp
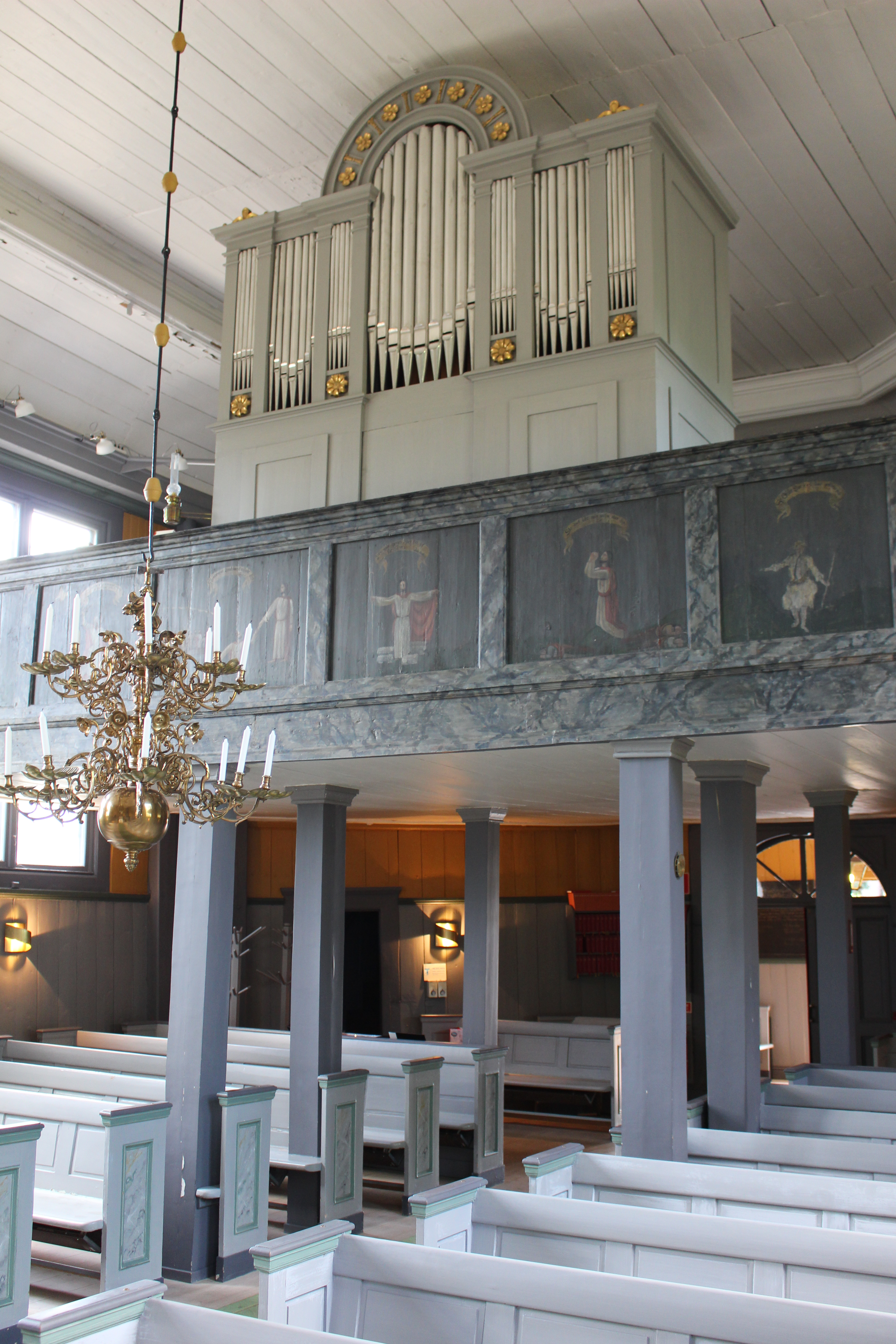
Orgel
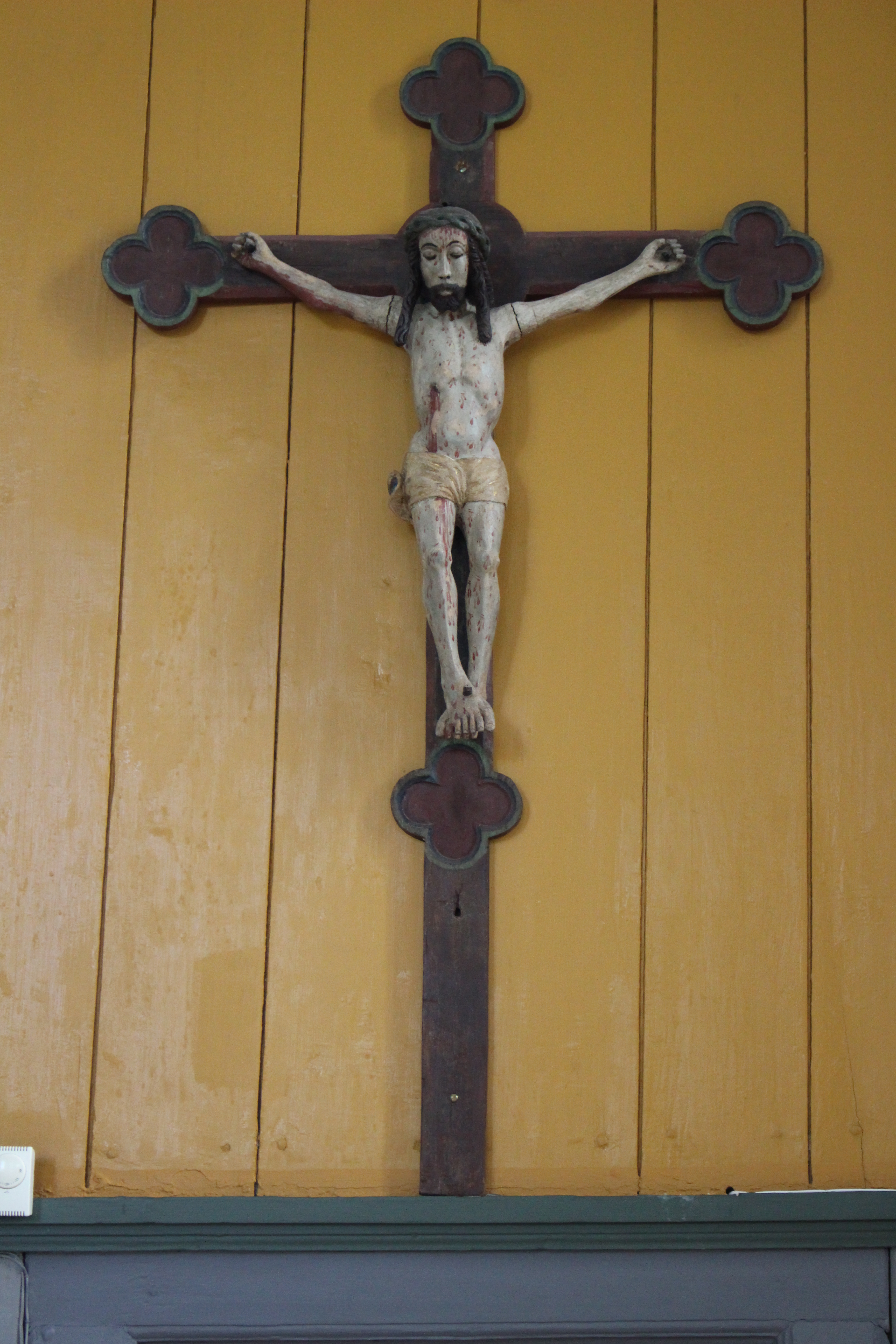
Krucifix
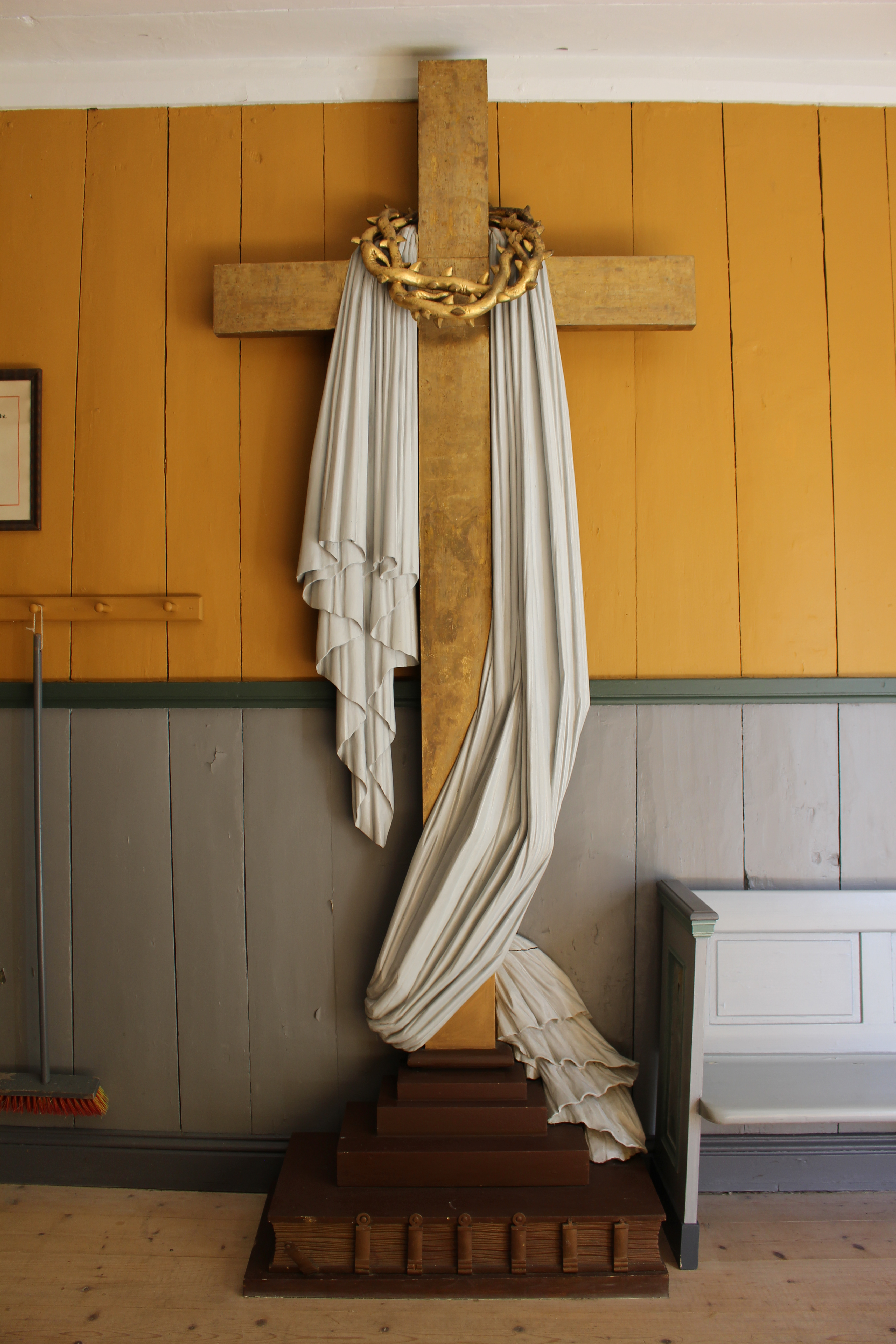
Förgyllt kors med svepeduk
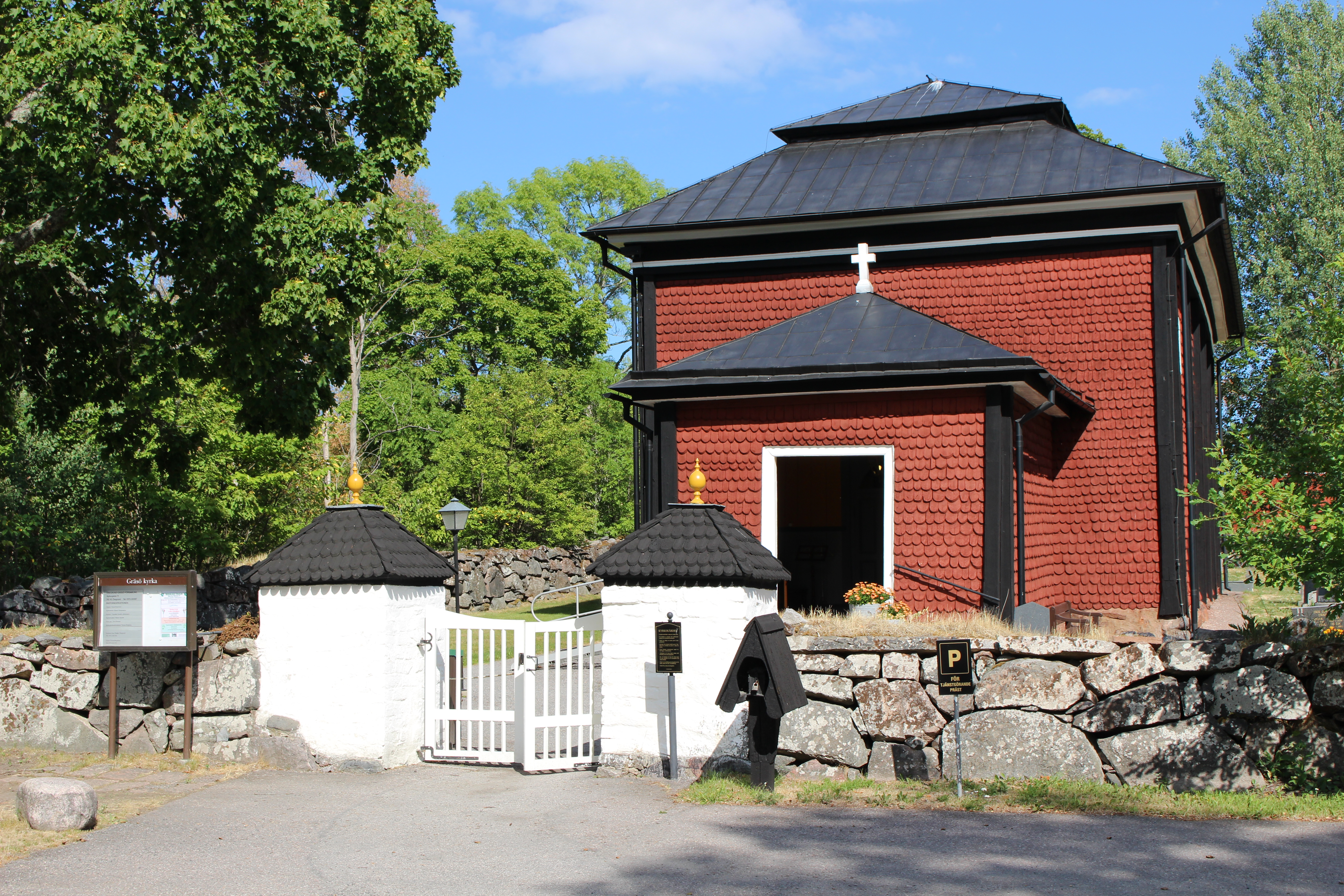
Kyrkan från väster
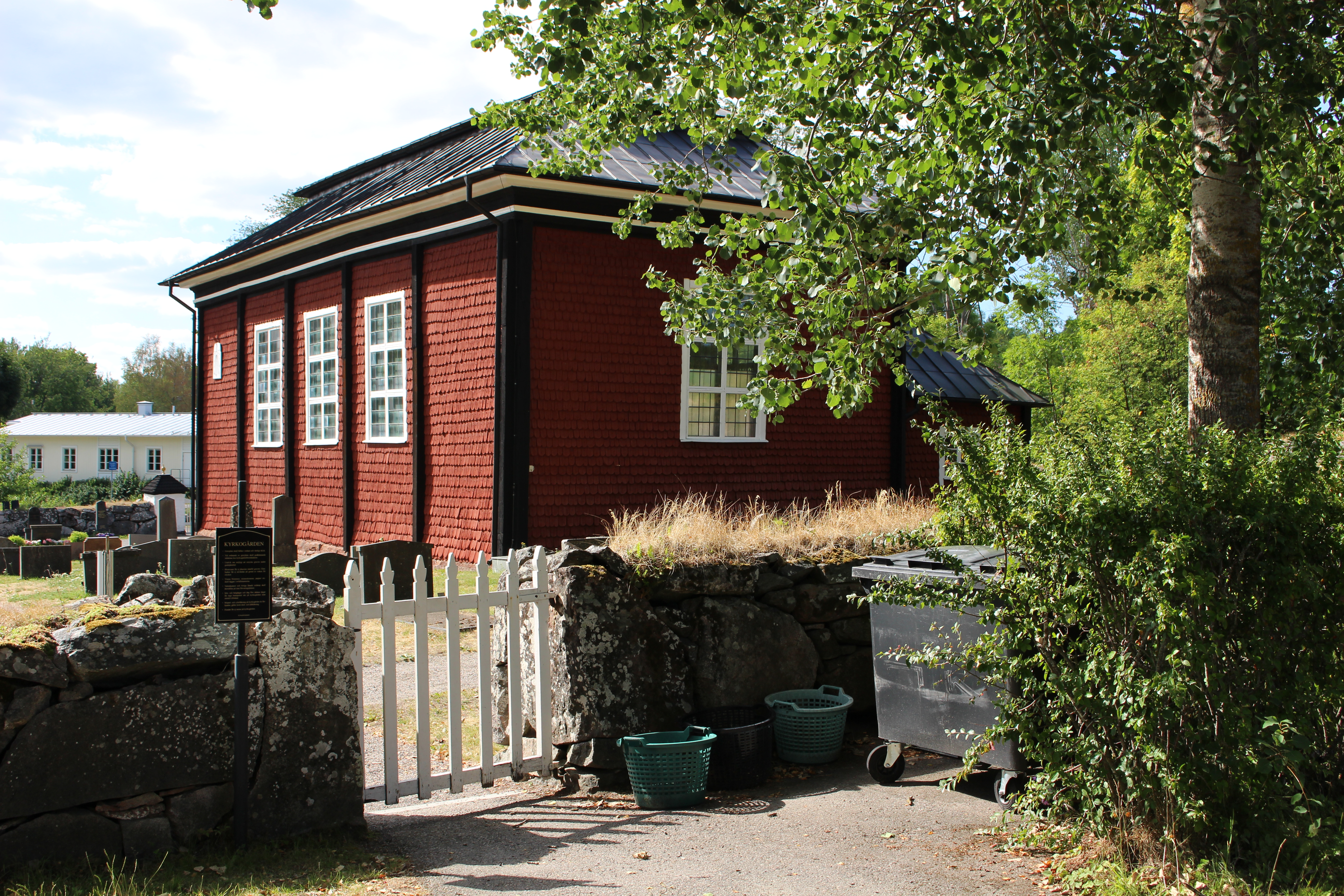
Kyrkan från öster
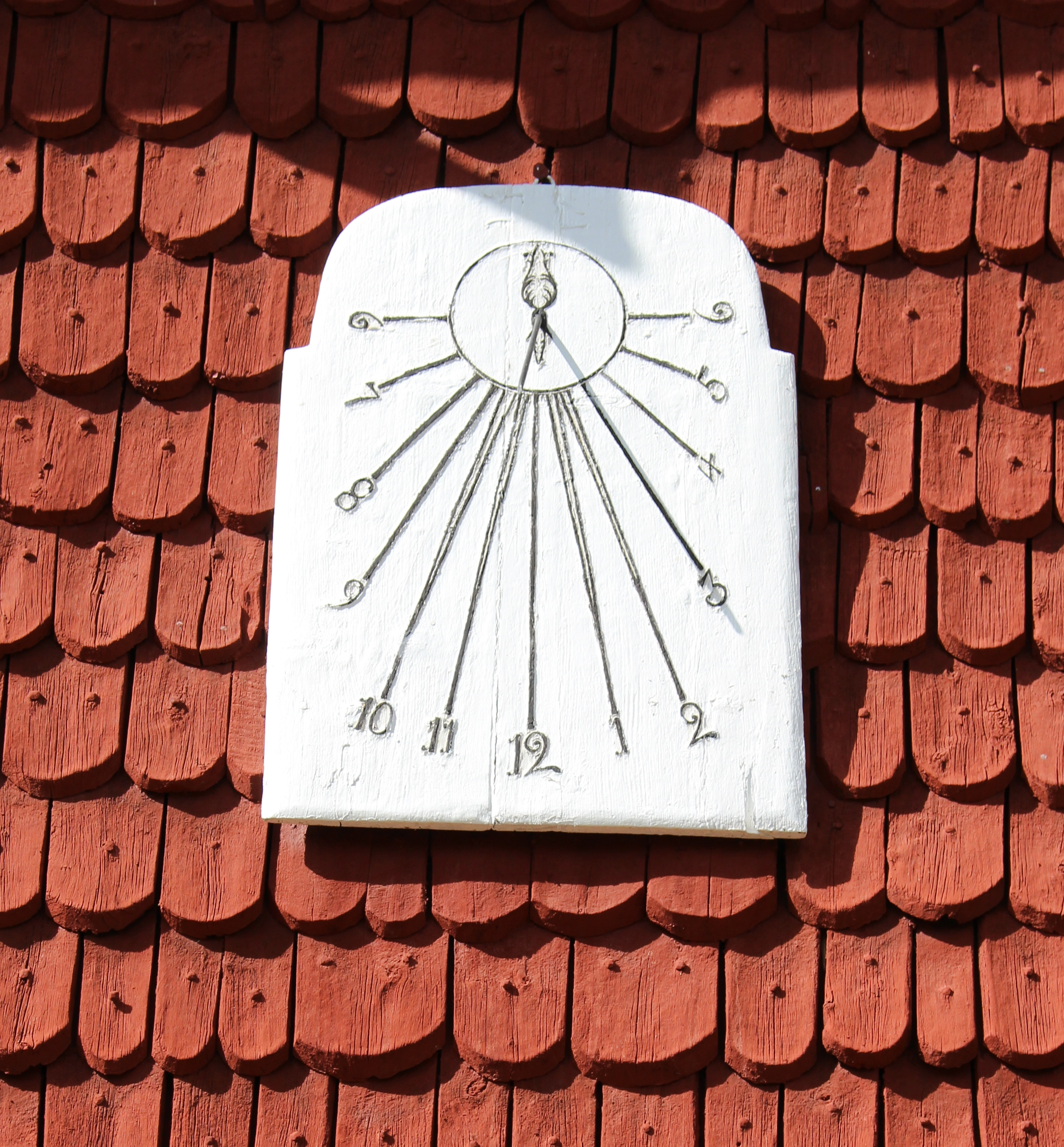
Solur på södra väggen
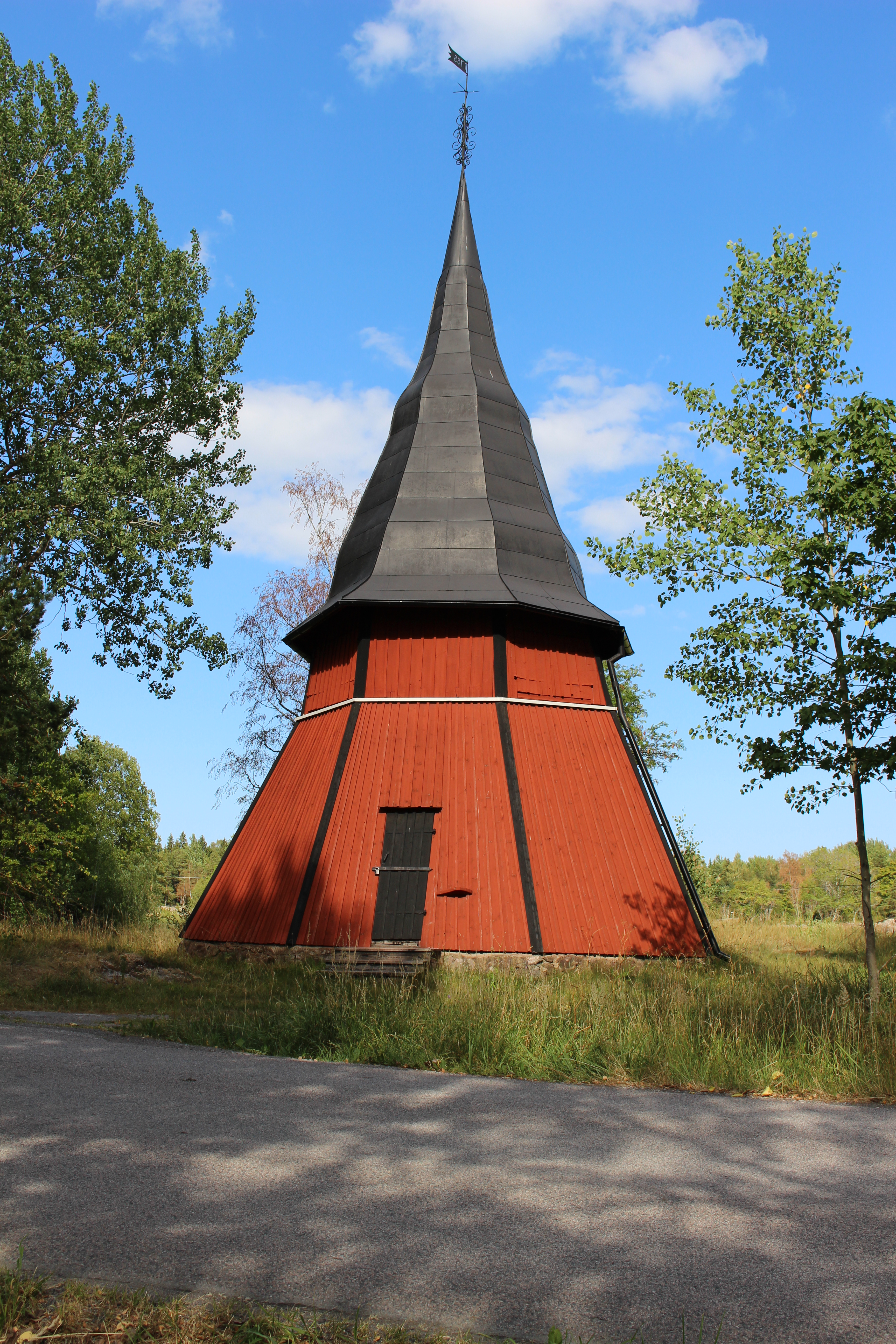
Fristående klockstapel

### Webbkällor
- Församlingen informerar om kyrkan
- byggnadspresentation